# کینلی مک نیکل
کینلی مک نیکل (انگلیسی: Kinley McNicoll؛ زادهٔ ۱۷ آوریل ۱۹۹۴) بازیکن فوتبال اهل کانادا است.
از باشگاه‌هایی که در آن بازی کرده‌است می‌توان به باشگاه فوتبال زنان سیاتل ساندرز اشاره کرد.
وی همچنین در تیم‌های ملی فوتبال Canada women's national under-17 soccer team, Canada women's national under-20 soccer team، و زنان کانادا بازی کرده‌است.